# Kapitalmarktrecht
Kapitalmarktrecht stellt die Gesamtheit aller Normen und Grundsätze dar, die die Emission und den Handel mit fungiblen Anlageinstrumenten regeln und sowohl den Individualschutz der Kapitalanleger als auch den Funktionsschutz des Kapitalmarkts und der Wirtschaft zum Ziel haben. Kapitalmarktrecht bildet demnach eine gebietsübergreifende Disziplin, die Rechtsgebiete wie Aktienrecht, Wertpapierrecht und Börsenrecht in einen Zusammenhang stellt.
Im deutschen Recht umfasst das Kapitalmarktrecht folgende Gesetze:
- Börsengesetz (BörsG)
- Depotgesetz (DepotG)
- Finanzdienstleistungsaufsichtsgesetz (FinDAG)
- Finanzkonglomerate-Aufsichtsgesetz (FKAG)
- Kapitalanlagegesetzbuch (KAGB)
- Kapitalanleger-Musterverfahrensgesetz (KapMuG)
- Kreditwesengesetz (KWG)
- Verkaufsprospektgesetz (VerkProspG)
- Wagniskapitalbeteiligungsgesetz (WKBG)
- Wertpapierhandelsgesetz (WpHG)
- Wertpapierprospektgesetz (WpPG)
- Wertpapiererwerbs- und Übernahmegesetz (WpÜG)
- Zahlungsdiensteaufsichtsgesetz (ZAG)